# Un sorriso dentro al pianto
Un sorriso dentro al pianto è un singolo della cantante italiana Ornella Vanoni, pubblicato il 7 gennaio 2021 come primo estratto dall'album Unica. La musica è stata composta da Francesco Gabbani, il testo è frutto della collaborazione tra la stessa Vanoni, Gabbani e Pacifico.